# Marco Chiudinelli
Marco Chiudinelli (* 10. September 1981 in Basel) ist ein ehemaliger Schweizer Tennisspieler.

## Karriere
Seine Karriere startete Chiudinelli, der in Füllinsdorf (Basel-Landschaft) wohnt, mit seinem Jugendfreund Roger Federer beim TC Old Boys in Basel. Bevor er sich für Tennis entschieden hat, spielte er bei den Junioren des FC Basel Fussball – Federer war beim Lokalrivalen FC Concordia Basel. 1997 wurde er von Swiss Tennis für Tennis Etudes in Biel selektioniert. Seit 2000 spielt er auf der ATP Tour. 2001 wechselte er ins Breakpoint Team nach Halle (Westfalen). 2005 hätte er erstmals in die Top 100 der Tennisweltrangliste aufsteigen können, musste dann aber wegen mehrerer Verletzungen über zehn Monate pausieren. Der Schritt in die Top 100 gelang ihm am 5. Oktober 2009.
Sein grösster Erfolg bei einem Grand-Slam-Turnier war das Erreichen der dritten Runde bei den US Open 2006, in der er nach Siegen gegen Fernando Vicente und Feliciano López an Richard Gasquet scheiterte. Auch 2009 zog er bei den US Open in die dritte Runde ein, unterlag dort jedoch Nikolai Dawydenko glatt in drei Sätzen. Bei den Davidoff Swiss Indoors Basel 2009 erreichte er das Halbfinale und scheiterte erst dort an seinem Landsmann und der ehemaligen Nummer 1 der Tennis-Weltrangliste Roger Federer knapp in zwei Sätzen. Auf der Challenger Tour konnte er zwei Einzel- und einen Doppeltitel gewinnen. Seinen ersten und einzigen World-Tour-Titel errang er in Gstaad 2009, als er mit Michael Lammer die Doppelkonkurrenz gewann. 2009 wurde ihm von der ATP die Auszeichnung Comeback des Jahres vergeben, aufgrund seiner Weltranglistenposition, die er im Laufe des Jahres um über 700 Plätze verbesserte. Anfang des Jahres stand er noch auf Position 779, verbesserte sich aber aufgrund guter Leistungen, unter anderem dank der Viertelfinal-Qualifikation in Bangkok und dem Halbfinal bei den Swiss Indoors in Basel, auf Position 56 am Jahresende. Im Oktober 2017 beendete er bei den Swiss Indoors Basel 2017 seine Karriere.

### Davis Cup
Ab 2005 spielte Marco Chiudinelli für die Schweizer Davis-Cup-Mannschaft. 2014 war er Teil der Schweizer Mannschaft, die gegen Frankreich erstmals den Davis Cup gewann. Er kam dabei sowohl in der ersten Runde als auch im Halbfinale zum Einsatz.

## Erfolge
| Legende (Anzahl der Siege)  |
| Grand Slam                  |
| ATP World Tour Finals       |
| ATP World Tour Masters 1000 |
| ATP World Tour 500          |
| ATP World Tour 250 (1)      |
| ATP Challenger Tour (9)     |

| ATP-Titel nach Belag |
| Hartplatz (0)        |
| Sand (1)             |
| Rasen (0)            |

### Einzel

#### Turniersiege

##### ATP Challenger Tour
| Nr. | Datum              | Turnier   | Belag         | Finalgegner   | Ergebnis  |
| --- | ------------------ | --------- | ------------- | ------------- | --------- |
| 1.  | 12. September 2004 | Donezk    | Hartplatz     | Saša Tuksar   | 6:3, 6:2  |
| 2.  | 3. Mai 2009        | Teneriffa | Hartplatz     | Paolo Lorenzi | 6:3, 6:4  |
| 3.  | 21. Februar 2016   | Breslau   | Hartplatz (i) | Jan Hernych   | 6:3, 7:69 |

### Doppel

#### Turniersiege

##### ATP World Tour
| Nr. | Datum          | Turnier | Belag | Partner        | Finalgegner                     | Ergebnis |
| --- | -------------- | ------- | ----- | -------------- | ------------------------------- | -------- |
| 1.  | 2. August 2009 | Gstaad  | Sand  | Michael Lammer | Jaroslav Levinský Filip Polášek | 7:5, 6:3 |

##### ATP Challenger Tour
| Nr. | Datum              | Turnier  | Belag         | Partner              | Finalgegner                           | Ergebnis         |
| --- | ------------------ | -------- | ------------- | -------------------- | ------------------------------------- | ---------------- |
| 1.  | 6. Oktober 2002    | Buxoro   | Hartplatz     | Yves Allegro         | Janko Tipsarević Jan Weinzierl        | 6:3, 6:4         |
| 2.  | 26. Juli 2014      | Astana   | Hartplatz     | Serhij Bubka         | Chen Ti Huang Liang-chi               | 6:3, 6:4         |
| 3.  | 28. November 2015  | Andria   | Hartplatz (i) | Frank Moser          | Carsten Ball Dustin Brown             | 7:65, 7:5        |
| 4.  | 24. September 2016 | Izmir    | Hartplatz     | Marius Copil         | Sadio Doumbia Calvin Hemery           | 6:4, 6:4         |
| 5.  | 22. April 2017     | Taipeh   | Teppich (i)   | Franko Škugor        | Sanchai Ratiwatana Sonchat Ratiwatana | 4:6, 6:2, [10:5] |
| 6.  | 7. Mai 2017        | Gimcheon | Hartplatz     | Teimuras Gabaschwili | Ruan Roelofse Yi Chu-huan             | 6:1, 6:3         |

#### Finalteilnahmen

##### ATP World Tour
| Nr. | Datum         | Turnier   | Belag | Partner              | Finalgegner                           | Ergebnis          |
| --- | ------------- | --------- | ----- | -------------------- | ------------------------------------- | ----------------- |
| 1.  | 16. Juli 2006 | Gstaad    | Sand  | Jean-Claude Scherrer | Jiří Novák Andrei Pavel               | 3:6, 1:6          |
| 2.  | 14. Juni 2009 | Halle (1) | Rasen | Andreas Beck         | Christopher Kas Philipp Kohlschreiber | 3:6, 4:6          |
| 3.  | 15. Juni 2014 | Halle (2) | Rasen | Roger Federer        | Andre Begemann Julian Knowle          | 6:1, 5:7, [10:12] |